# Sieghard Morawetz
Sieghard Otto Morawetz  (* 25. oder 27. November 1903 in Knittelfeld; † 1993) war Professor für Geographie und langjähriger Dozent am Institut für Geographie (und Raumforschung) der Universität Graz.

## Leben
Sieghard Morawetz war der Sohn eines in der Bahnverwaltung tätigen Diplomingenieurs. Er wuchs in Oberkärnten auf, wohin sein Vater versetzt worden war. Morawetz studierte 1922–1926 Geographie/Geologie bei Robert Sieger und Geschichte an der Universität Graz. Er blieb als Assistent am Institut und habilitierte 1932 bei Otto Maull. Maull ging nach Deutschland zurück, Morawetz wurde 1939 außerplanmäßiger Professor und leitete bis 1945 de facto das Institut.
Unter Hans Spreitzer und Herbert Schlenger leistete er Forschungsarbeiten, wurde 1963 zum tit. Ordentlichen Professor ernannt und 1967 Ordinarius des zweiten Lehrstuhls am Institut. Er wurde 1974 aus Altersgründen emeritiert, lehrte aber noch bis 1975, bis zur Berufung seines Nachfolgers Wilhelm Leitner.

## Wirken
Morawetz interessierte sich für Geomorphologie, insbesondere Glazial-Karstmorphologie, und Klimageographie, aber auch humangeographische und regionalgeographische Themen. Neben der Steiermark und dem Kärnten seiner Jugendjahre als Spezialgebieten arbeitete er über Süd- und Südosteuropa, speziell Jugoslawien und Italien und die ehemalige Sowjetunion. Er gilt als prägende Lehrperson der Grazer geographischen Schule.
Seine Arbeit über die naturräumliche Gliederung der Steiermark (1971/73) floss in die heute übliche Landschaftsgliederung der Steiermark nach Gerhard Lieb ein.

## Werke (Auswahl)
- Beiträge zur Geomorphologie der Kreuzeck- und Reisseckgruppe. Mosers Buchhandlung, Graz 1930.
- als Red.; Steiermärkische Landesregierung (Hrsg.),  Naturwissenschaftlicher Verein für Steiermark (Mitarb.): Atlas der Steiermark. Loseblattsammlung 1953 ff (fortgeführt von Manfred Straka).
- Hundert Jahre Geographie an der Karl-Franzens-Universität in Graz 1871–1971 (= Arbeiten aus dem Geographischen Institut der Universität Graz. Band 15). Graz 1971.
- mit Herbert Paschinger: Das Institut für Geographie der Universität Graz 1871–1980 (= Arbeiten aus dem Geographischen Institut der Universität Graz. Band 28). Graz 1987.